# マテオ・ガルシア
マテオ・エセキエル・ガルシア（スペイン語: Mateo Ezequiel García、1996年9月10日 - ）は、アルゼンチンのサッカー選手。ポジションはMFまたはFW。

## クラブ歴

### インスティトゥート
コルドバに生まれ、地元のインスティトゥートACコルドバの下部組織からトップチームに昇格。2014年6月6日に行われたプリメーラB・ナシオナルで途中出場し選手初出場。
2015年5月24日にプロ初得点を記録。2016年はレギュラーを掴み取り2得点した。監督のエクトル・リボイラは彼を「特別な才能のある選手。他の選手とは違う。チームは彼に合わせる必要がある。」と絶賛した。

### ラス・パルマス
2016年8月5日にリーガ・エスパニョーラのUDラス・パルマスに44万米ドルで移籍する事をインスティトゥートは発表した。翌日、ラス・パルマスは4年契約の締結を発表した。9月10日にプリメーラ・ディビシオン初出場。
12月20日のコパ・デル・レイで移籍後初得点。2017年1月10日の同杯アトレティコ・マドリード戦では彼もアシストを決めて、アウェーで2-3の勝利を手にした。リーグでの初得点は2017年1月20日であった。
2017年7月13日にはセグンダ・ディビシオンのCAオサスナに1年の期限付き移籍。しかし翌年1月11日にADアルコルコンに期限付き移籍先を変更した。

### アリス・テッサロニキ
2018年7月5日、ギリシャ・スーパーリーグのアリス・テッサロニキが彼を1年の期限付き移籍で獲得。移籍後初出場は8月27日でこの試合で1得点1アシストと結果を残した。9月17日、26日にも得点を重ねた。同月30日にはペナルティキックを獲得した他、得点を決めてマン・オブ・ザ・マッチに選出された。10月21日のPAOKテッサロニキとのダービーマッチでは得点を決めたものの、逆転負けを許した。11月12日には開始1分足らずで得点を記録した。
しかし以降は低調が続いた。久し振りの得点となったのは2019年1月31日とその三日後のUEFAヨーロッパリーグ 2018-19での得点となった。11日にも得点を記録。
最終節となった5月5日の一戦でも得点を決め、7-2の勝利に貢献した。

### レッドスター・ベオグラード
2019年8月18日に4年契約でセルビア・スーペルリーガのレッドスター・ベオグラードに移籍、移籍金は180万ユーロがラス・パルマスに支払われた。この移籍金の額はレッドスター・ベオグラードではリッチモンド・ボアキエに次いで史上2番目に高い金額となった。21日のUEFAチャンピオンズリーグ 2019-20 予選のBSCヤングボーイズ戦で移籍後初出場及び初得点を記録した。

### アリス・テッサロニキ復帰
2020年10月2日にアリス・テッサロニキに4年契約で完全移籍。移籍金は130万ユーロ。